# Little Limestone Lake
Little Limestone Lake är en sjö i Kanada.   Den ligger i provinsen Manitoba, i den sydöstra delen av landet, 1 900 km nordväst om huvudstaden Ottawa. Little Limestone Lake ligger 265 meter över havet. Arean är 37 kvadratkilometer. Den sträcker sig 14,4 kilometer i nord-sydlig riktning, och 7,2 kilometer i öst-västlig riktning.
Trakten runt Little Limestone Lake är nära nog obefolkad, med mindre än två invånare per kvadratkilometer.